# Francisco Romea Hernando
Francisco Romea Hernando  (Montón de Jiloca, 3 de desembre de 1946) fou un futbolista espanyol de les dècades de 1960 i 1970.

## Trajectòria
Es formà a la SD Ejea, des d'on fou fitxat pel CF Badalona, club on jugà durant tres temporades a la segona divisió. L'any 1968 fou fitxat pel FC Barcelona, que el cedí durant la primera temporada a la UD Barbastre mentre realitzà el servei militar. L'any 1970 fou fitxat per l'Elx CF, on jugà durant quatre temporades, dues a primera i dues més a segona. Finalitzà la seva carrera professional al Llevant UE.
Com a entrenador dirigí diversos clubs modestos de la regió navarresa. El club de major nivell que entrenà fou el Mérida UD a segona divisió B durant la temporada 2003-04.